# Пушкіно (Камистинський район)
Пу́шкіно (каз. Пушкин) — село у складі Камистинського району Костанайської області Казахстану. Входить до складу Адаєвського сільського округу.
Населення — 116 осіб (2021; 237 у 2009, 671 у 1999, 1175 у 1989).